# Charles Denner
Charles Denner (* 29. Mai 1926 in Tarnów; † 10. September 1995 in Dreux) war ein französischer Schauspieler.

## Leben
Charles Denner wurde in eine jüdische Familie im polnischen Tarnów geboren. Als er vier Jahre alt war, emigrierte seine Familie infolge der Weltwirtschaftskrise nach Paris. Während des Zweiten Weltkriegs fand seine Familie in Brive-la-Gaillarde Zuflucht. Er nahm – zusammen mit seinem Bruder Alfred – an den Partisanenkämpfen im Vercorsmassiv teil und wurde dafür mit dem Croix de guerre ausgezeichnet.
Die Schauspielerei lernte er seit 1945 unter anderem bei Charles Dullin. Seinen Lebensunterhalt verdiente er währenddessen, indem er sich nachts als Lastenträger in den Pariser Markthallen verdingte. Seine ersten Rollen spielte er in einer der zahlreichen „jeunes compagnies“ im Paris der Nachkriegszeit; eine „jeune compagnie“ („junge Kompanie“) war ein freies, oft nur kurzzeitig bestehendes Ensemble junger Schauspieler, das an wechselnden Orten auftrat. Sein erstes Engagement fand er 1949 am Théâtre National Populaire unter Jean Vilar. Aufsehen erregte sein Auftritt beim ebenfalls von Jean Vilar geleiteten Festival von Avignon im Jahr 1951 im Drama Prinz Friedrich von Homburg oder die Schlacht bei Fehrbellin von Heinrich von Kleist.
Seinen ersten großen Erfolg als Filmschauspieler hatte Charles Denner in Claude Chabrols Der Frauenmörder von Paris in der Titelrolle des Frauenmörders Henri Désiré Landru. Hier spielte er zusammen mit Danielle Darrieux, Michèle Morgan und Chabrols damaliger Gattin Stéphane Audran. Ein Mordopfer wurde er selbst in François Truffauts Die Braut trug schwarz. In Truffauts Komödie Ein schönes Mädchen wie ich spielte er einen katholischen Rattenbekämpfer. Auch spielte er die Titelrolle von Truffauts Der Mann, der die Frauen liebte.

## Filmografie (Auswahl)
- 1954:	Der Sonntagsangler (Poisson d’avril)
- 1955: Ein ganzes Leben (Les Hommes en blanc)
- 1955: Der Staudamm (La meilleure part)
- 1957:	Fahrstuhl zum Schafott (Ascenseur pour l’échafaud)
- 1963: Der Frauenmörder von Paris (Landru)
- 1964: Die Frauen sind an allem schuld (Les plus belles escroqueries du monde)
- 1964: Das umgekehrte Leben (La Vie à l’envers)
- 1965: Mord im Fahrpreis inbegriffen (Compartiment tueurs)
- 1965; M. C. contra Dr. Kha (Marie-Chantal contre le docteur Kha)
- 1967: Der Dieb von Paris (Le Voleur)
- 1967: Der alte Mann und das Kind (Le Vieil homme et l’Enfant)
- 1968: Die Braut trug schwarz (La Mariée était en noir)
- 1969: Z
- 1970: Voyou – Der Gauner (Le Voyou)
- 1971: Musketier mit Hieb und Stich (Les Mariés de l’An II)
- 1971: Mörder nach Vorschrift (Les Assassins de l’ordre)
- 1972: Die Entführer lassen grüßen (L’Aventure, c’est l’aventure)
- 1972: Ein schönes Mädchen wie ich (Une belle fille comme moi)
- 1973: Der Erbe (L’Héritier)
- 1973: Die Angst vor der Wahrheit (Défense de savoir)
- 1974: Abgetaucht (Les Gaspards)
- 1974: Ein Leben lang (Toute une vie)
- 1975: Angst über der Stadt (Peur sur la ville)
- 1976: Mado
- 1976: Die kleinen Französinnen … Das erste Mal (La Première fois…)
- 1976: Ein Hauch von Zärtlichkeit (Si c’était à refaire)
- 1977: Der Mann, der die Frauen liebte (L’Homme qui aimait les femmes)
- 1978: Ein Mann sucht eine Frau (Robert et Robert)
- 1980: Le cœur à l’envers
- 1982: Tausend Milliarden Dollar (Mille milliards de dollars)
- 1982: L'honneur d'un capitaine
- 1986: Golden Eighties

## Auszeichnungen
César:
- 1977: Nominiert als Bester Nebendarsteller für Si c’était à refaire
- 1978: Nominiert als Bester Hauptdarsteller für L’Homme qui aimait les femmes